# 양썬
양썬(楊森, 중국어: 杨森, 1884년 2월 20일 ~ 1977년 5월 15일)은 중화민국의 군인으로, 쓰촨 군(四川軍)의 지휘관이었다. 자는 쯔후이(子惠)이다.

## 같이 보기
- 군벌 시대